# Ondřej Perušič
Ondřej Perušič (* 26. září 1994 Praha) je český plážový volejbalista. Ve dvojici s Davidem Schweinerem se stal mistrem světa v roce 2023, získal stříbro na mistrovství Evropy roku 2022 a je pětinásobný mistr České republiky (3× s Davidem Schweinerem, 1× s Janem Vodičkou, 1× s Tadeášem Trousilem). Je dvojnásobným účastníkem olympijských her, Tokio 2020 (19. místo) a Paříž 2024 (9. místo), oboje společně s Davidem Schweinerem. V anketě polské tiskové agentury PAP o nejlepšího sportovce Evropy roku 2023 obsadili 16. místo. Ve stejném roce obsadili v české anketě Sportovec roku 2. místo za wimbledonskou vítězkou Markétou Vondroušovou. Za rok 2023 vyhráli cenu Gutha-Jarkovského za nejhodnotnější sportovní výkon. V roce 2024 vyhráli ocenění pro nejlepší český mužský beach volejbalový pár a také byli uvedení do síně slávy českého volejbalového svazu.
V roce 2024 úspěšně složil státní zkoušku na Právnické fakultě Univerzity Karlovy a získal titul JUDr. V současné době (2025) pokračuje studiem historie a politické historie na Filozofické fakultě. Jeho dědečkem je bývalý volejbalista Boris Perušič. V říjnu 2024 oznámili společně s celým týmem pokračování kariéry do dalšího mistrovství světa v plážovém volejbale, konaném v listopadu 2025 v australském Adelaide.

## Sportovní kariéra

#### 2000–2013
Perušič je ze sportovní volejbalové rodiny, ale nejdříve začal hrát florbal od svých cca 6 let za Spartu Praha. V deseti letech začal kombinovat šestkový volejbal, který nejdříve hrál v TJ Petřiny (cca půl roku), aby následně přešel do ČZU Praha (dnešní Lvi Praha), kde hrál 4 roky, pro neshody s trenérem, chtěl volejbal opustit a věnovat se jen florbalu. Jeho tehdejší spoluhráč z volejbalu Ondřej Beneš (synovec olympionika Petra Beneše) ho přemluvil na pokračování v plážovém volejbale, Perušičův první oficiální turnaj pořádaný českým volejbalovým svazem byl Český Pohár v pražském Ládví 5. května 2012, kde skončili na 16. místě (17 let 7 měsíců 9 dnů), o měsíc později v červnu 2012 skončil Perušič druhý na mistrovství České republiky U23 s Tomášem Váňou. Perušič kombinoval vrcholový florbal společně s plážovým volejbalem až do svých 19 let (2013), kdy se pro něj na neúspěšném mistrovství světa do 19 let, před kterým se zranil v důsledku přípravy na mistrovství světa juniorů v plážovém volejbale, musel rozhodnout, který sport si vybere jako hlavní. Perušič se nejdříve rozhodl pokračovat v kariéře florbalisty v Tatranu Střešovice, kde už měl dohodnutý přestup ze Sparty Praha, ale situace se zkomplikovala a Perušič v mezidobí vybojoval s Ondřejem Benešem titul mistra republiky do 22 let, který je kvalifikoval na mistrovství Evropy do 22 let v bulharské Varně. Tato situace vedla k tomu, že přehodnotil své rozhodnutí a začal se naplno věnovat plážovému volejbalu.

#### 2013–2015
Od poloviny roku 2013 se naplno věnuje jen plážovému volejbalu (v zimním období vypomáhá s pár zápasy florbalistům Sparty Praha). V roce 2013 odehrál celkem 9 turnajů včetně titulu mistra republiky do 22 let s Ondřejem Benešem, jeden turnaj odehrál s Martinem Piherou. V roce 2014 odehrál celkem 13 oficiálních turnajů, jeden turnaj si zahrál se svým otcem Borisem Perušičem na pražském Ládvi, skončili na 20. místě, na turnaji "BigShock!" letní pohár v Praze Střešovicích skončil s Ondřejem Benešem na 2. místě, s Jakubem Holčíkem vyhráli mistrovství republiky do 22 let, jeden turnaj odehrál společně s Tomášem Haklem. V roce 2015 odehrál Perušič celkem 18 oficiálních turnajů, s Martinem Piherou vyhrál halové mistrovství České republiky do 22 let, následně vytvořil pár s Tomášem Váňou se kterým vyhráli Letní pohár v Poděbradech, další Letní Pohár na Pankráci, Letní pohár v Koryčanech a společně se stali mistry republiky do 22 let (kde porazili Davida Schweinera s Martinem Piherou ve finále). S Tomášem Váňou odehráli mistrovství Evropy do 22 let v portugalském Portu, kde skončili na 4. místě. Od září 2015 vytvořil Perušič tým s Davidem Schweinerem se kterým odehráli jeden společný turnaj v Opavě, kde skončili na druhém místě. Jejich první společný mezinárodní turnaj byl MEVZA (Middle European Volleyball Zonal Association) na pražském Strahově konaný od 27-29 listopadu 2015, kterého se zúčastnili díky udělené divoké kartě, zde obsadili třetí místo (nejlepší z českých hráčů)

#### 2016–2019
Nově vytvořený tým Perušič/Schweiner s ambici účasti na olympijských hrách v Tokiu, odehrál celkem čtyři mezinárodní turnaje (Kish Island - Irán - 41. místo, Antalya - Turecko - 41. místo, Jurmala - Lotyšsko - 21. místo, Vaduz, Lichtenštejnsko - 17. místo), na všech skončil v prvním kole kvalifikace, na českém okruhu odehráli 11 turnajů, stali se halovými mistry České republiky, na mistrovství České republiky skončili na 3. místě. V roce 2016, otec Ondřeje Perušiče, Boris Perušič přišel se společným projektem Perušič/Schweiner za tehdejším předsedou českého volejbalového svazu Zdeňkem Haníkem, kde nabídnul spoluúčast na financování tohoto projektu s výhledem na olympiádu v Tokiu 2020. Společně s tehdejším vedoucím úseku plážového volejbalu Martinem Léblem, přivedli a zaplatili italského trenéra Andreu Tomatise, který začal tým Perušič/Schweiner připravovat na vrcholový plážový volejbal. V roce 2017 se Perušič se Schweinerem účastní celkem 11 mezinárodních turnajů, kde se připisují jednu stříbrnou medaili z turnaje v Montpellier, vyhrávají také dva národní turnaje a MEVZA ve Slovinsku, na mistrovství České republiky získali druhé místo. V roce 2018 odehráli společně 13 mezinárodních turnajů, na 3* turnaji v tureckém Mersinu vyhráli stříbrné medaile, pravidelně hráli na 4* turnajích včetně domácího turnaje v Ostravě, kde vybojovali čtvrté místo. Z důvodu neúčasti Schweinera (studium) na domácím mistrovství České republiky, hrál Perušič s Janem Vodičkou se kterým Perušič vyhrál svůj první mistrovský titul mezi dospělými. Rok 2019 byl ve znamení účasti na nejkvalitnějších světových turnajích kategorie 4* a 5*, účasti na Tour Finals (5.místo) a účasti na Mistrovství Světa (17.místo) a Evropy (5.místo). Na domácím 4* turnaji v Ostravě vybojovali Perušič se Schweinerem skvělé stříbrné medaile.

#### 2020–2022
Rok 2020 je poznamenán pandemii COVID-19, většina mezinárodních turnajů byla zrušena, olympijské hry v Tokiu 2020 byly přesunuty na rok 2021. Česká národní tour byla spuštěna na konci května, Perušič se na začátku roku potýkal se zraněním ramene, kterého trápilo až do srpna. Nicméně společně se Schweinerem odehráli mistrovství České republiky, na kterém získali svůj první společný titul mistrů České republiky (pro Perušiče již druhý). V roce 2021 ještě pokračovala pandemie COVID-19, ale i přesto se mezinárodní volejbalové federaci podařilo uspořádat turnaje před chystaným olympijským turnajem v Tokiu. Perušič se Schweinerem odehráli celkem 11 turnajů včetně olympijského turnaje v Tokiu na kterém skončili na 19. místě i kvůli pozitivnímu testu Perušiče, který zapříčinil, že oba hráči museli první zápas na turnaji vzdát. Perušič se Schweinerem v roce 2021 vyhráli svůj první mezinárodní turnaj kategorie 4* v katarském Doha, skončili třetí na turnaji v mexickém Cancunu, v Ostravě na 4* turnaji získali již druhou stříbrnou medaili a stříbrnou medaili získali také na finálovém turnaji v sicilské Cagliari. Na domácím 2* turnaji v Praze vyhráli zlatou medaili, na Mistrovství Evropy obsadili konečné páté místo. V roce 2022 sice odehráli pouze 9 mezinárodních turnajů, ale tento rok se řadí mezi jejich nejúspěšnější, když se dá nazvat rokem stříbrným. Nejdříve začínají stříbrem v brazilské Itapemě , v Ostravě na turnaji nejvyšší kategorie získali už svou třetí stříbrnou medaili z tohoto turnaje, na Mistrovství Světa v Římě skončili na 17. místě, stříbrné prokletí pokračovalo ve švýcarském Gstaadu, stříbrná sezóna byla zakončena na Mistrovství Evropy v Mnichově.

#### 2023–2024
Na začátku roku 2023 odehráli Perušič se Schweinerem finálový turnaj za rok 2022, začátek olympijské kvalifikace pro hry v Paříži byl poznamenán nemocí, kvůli které nastoupili Perušič se Schweinerem do svého prvního turnaje až na konci března v mexickém Tepicu, kde obsadili 5. místo, po přesunu do brazilské Uberlandie vybojovali první místo a na ostravském turnaji, tentokrát obsadili až 4. místo. Následovalo Perušičovo zranění břišního svalu, které ho vyřadilo z několika turnajů včetně Mistrovství Evropy ve Vídni. Perušič se vrátil do turnajů světového okruhu v německém Hamburku, kde skončili se Schweinerem na děleném devátém místě. Perušič se Schweinerem po roční přestávce získali domácí titul a stali se již potřetí mistry České republiky, před mistrovstvím světa hráli ještě turnaj v Paříži, který vyhráli. Následovalo historicky úspěšné Mistrovství Světa v mexické Tlaxcale, na které se, kvůli vysoké nadmořské výšce, připravovali v hypoxických stanech. Do turnaje nevstoupili dobře, všechny členy české výpravy postupně napadla viróza. Ve skupině vyhráli pouze jeden zápas a o postupu do play-off rozhodly ostatní výsledky soupeřů. Od play-off už neprohráli ani jednou a ve finále porazili švédskou dvojici David Ahman a Jonatan Hellvig 21:15, 17:21, 15:13 a stali se tak historickými prvními mistry světa z České republiky a zajistili si také účast na olympijských hrách v Paříži. Perušič se Schweinerem ještě odehráli turnaj v brazilském João Pessoa kde skončili na pátém místě a celou sezónu ukončili pátým místem na finálovém turnaji v Dauhá, ze které odstoupili pro zranění Perušiče. V roce 2024 stihli Perušič s Schweinerem odehrát pouze pět turnajů před startem olympijských her, jen v jednom turnaji kategorie Challenger ve Starých Jablonkách došli až do finále, které ovládli. Na olympiádě v Paříži vypadli v osmifinále a obsadili dělené deváté místo a vylepšili tak své umístění z Tokia. Do konce roku 2024 odehrál Perušič se Schweinerem domací turnaj nejnižší kategorie "Future" v Brně, na kterém brali zlato. Perušič vyhrál Mistrovství České republiky s Tadeášem Trousilem kvůli zranění Davida Schweinera a stal se už popáté Mistrem České republiky. Díky divoké kartě pořadatele hráli Perušič se Schweinerem finálový turnaj opět v katarském Dauhá na kterém obsadili 7.místo.

#### 2025-
Perušič se Schweinerem na svém prvním turnaji po více než třech měsících vyhráli titul v mexickém Yucatánu na turnaji kategorie "Challenger", kde neztratili ani set. V následujícím turnaji kategorie "Elite" skončili na pátém místě. V Turecké Alanyi získali další titul na turnaji kategorie „Challenge“. Na domácím ostravském turnaji nejvyšší kategorie získali bronzové medaile.

## Osobní život
Ondřej Perušič je ženatý s Marianou Perušičovou (rozená Opočenská), svatba byla 26. srpna 2022. O ruku jí požádal ve švýcarské Ženevě, která je pro jeho ženu speciálním místem, kde často trávila čas v dětství. Mariana hrála závodně extraligu basketbalu, vystudovala medicínu na fakultě Univerzity Karlovy a v současné době pracuje na dětském kardiocentru v nemocnici Motol. Společně se jim 14.5.2025 narodil syn Marek Perušič.
Ondřej má sestru Terezu Perušičovou (1998), která také hraje volejbal. Otec Boris Perušič ml.(1967) hrál v šestkách druhou nejvyšší soutěž za MFF UK Praha. Matka Ondřeje, Alena Perušičová roz. Pícková, hrála volejbal v 1. a 2. lize (MFF UK, Dukla Praha, ABC Braník). Dědeček Boris Perušič získal stříbrnou olympijskou medaili z olympijských her v Tokiu 1964.
Ondřej Perušič je taky nadšeným šachistou, v roce 2024 se zúčastnil mezinárodního turnaje v rychlém šachu v Praze. Ve volném čase čte historickou literaturu. Po invazi ruských vojsk na Ukrajinu sepsal petici, která měla za účel odejmutí pořádaní Mistrovství světa ve volejbale Rusku a zákaz účasti ruských a běloruských sportovců na mezinárodních soutěžích. Pomáhal zařídit ubytování ve svém bytě rodině ukrajinského protihráče, který musel zůstat na Ukrajině. Pravidelně se účastní beach volejbalové benefice "Vyber si, vydraž si, zahraj si" kde se nechává dražit pro Linku Bezpečí.